# Kenny Drew, Jr.
Kenny Drew, Jr. (né le 14 juin 1958 à New York – mort le 3 août 2014 à St. Petersburg, en Floride) est un pianiste de jazz et de musique classique.
Il était le fils de Kenny Drew également pianiste jazz.

## Discographie
- Kenny Drew Jr. (Antilles, 1991) avec Ralph Moore, Wallace Roney, Christian McBride, Winard Harper, George Mraz et Al Foster
- Secrets (TCB, 1998) avec Lynn Seaton et Marvin Smitty Smith
- Live at the Montreux Jazz Festival '99 (TCB, 1999) solo
- Winter Flower (Milestone, 1999) avec Lynn Seaton et Tony Jefferson
- Rememberence (TCB, 2001) avec Santi Debriano, Tony Jefferson, Stefon Harris et Wallace Roney
- Another Point of View (Tokuma, 2002) avec Eddie Gomez et Bill Stewart
- Third Phase (Pony Canyon Inc. 1989) Buster Williams/bass, Marvin Smith /drums
- 2010.Thomas Dobler/Kenny Drew Jr "The Oasis and the Mirage" Piano/vibraphone.